# پای استیک و صدف
پای استیک و صدف که به نام پای گوشت گاو و صدف نیز شناخته می‌شود یک غذای سنتی ویکتوریایی انگلیسی است. در استرالیا و نیوزلند نیز رایج است. در ایرلند، توسط خانه بالیمالو، و به عنوان یک غذای کلاسیک از مدرسه آشپزی بالیمالو تهیه شده است. در ایالات متحده، این یک غذای منطقه ای در نورفولک، ویرجینیا است. در آنجا می‌توان از گردن، پهلو، گرد یا کفل استفاده کرد. در فر هلندی آماده می‌شود و در آنجا به آرامی پخته می‌شود تا ژلاتینی شود. در نیوزیلند، استیک و پای صدف ممکن است با صدف بلوف درست شود. ممکن است با آلو نیز درست شود. این غذا توسط ریک استاین با استفاده از آبجو گینس تهیه شده است.